# 阿尔伯特·大卫·沙逊
阿尔伯特·大卫·沙逊（Sir Albert Abdullah David Sassoon, 1st Baronet，1818年7月25日—1896年10月24日），是英属印度商人和慈善家，出生于巴格达。其家族在1490年代从西班牙被驱逐，自16世纪初定居在巴格达。他出生时名为Abdullah，后来改名为阿尔伯特。 
他的父亲大卫·沙逊是巴格达富商，巴格达行政长官Ahmet Pasha的首席财政官，后来因牵连进一场贪污丑闻，而从巴格达逃到伊朗的布什尔，并在1832年定居在孟买，在那里建立了庞大的银行和商业机构。他的商业头脑，使他成为孟买最富裕的人之一。
阿尔伯特·大卫·沙逊在印度接受教育，在他父亲去世后接管了公司。他是孟买城市的主要捐助者，其中有1875年完成的沙逊码头，和美观的 Elphinstone 中学。1867年，沙逊获得印度之星勋章（C.S.I.），1872年获得巴思勋章。1873年他访问英格兰，此后不久他定居在英格兰，1890年被封为从男爵。 
1896年，他在布莱顿去世。
他的儿子是爱德华·阿尔伯特·沙逊爵士（1856年6月20日–1912年5月24日）。